# Sweet Fanny Adams
Sweet Fanny Adams är det andra studioalbumet av det brittiska glamrockbandet Sweet, släppt den 24 april 1974. Albumet spelades in under andra halvan av 1973 samt i början av 1974 och producerades av Phil Wainman. Detta är det första albumet där bandet skrev merparten av låtarna själva och man hade också bytt namn inför detta album från The Sweet till Sweet.

## Historia

### Bakgrund
Vid 1974 hade Sweet tröttnat på kontrollen Nicky Chinn och Mike Chapman hade över gruppens låtar och karriär. Bandet ville gå mot en hårdare inriktning och bli av med sin tuggummipopsimage, vilket ledde till att Sweet och producenten Phil Wainman bestämde sig för att spela in albumet utan hjälp av Chinn och Chapman. På grund av detta ville bandet döpa albumet till We're Revolting, men det tilläts inte. Istället döpte man skivan till Sweet Fanny Adams efter det brutala mordet på 8-åriga Fanny Adams 1867. Titeln är ett engelskt slanguttryck och betyder "ingenting alls".

### Inspelning
Inspelningen av albumet påbörjades redan i mitten av 1973, men färdigställandet av skivan blev försenat då sångaren Brian Connolly hamnade i bråk på Staines High Street i London i slutet av 1973. Efter denna händelse fick han en hel del skador, bland annat i halsen, och kunde därför under en tid inte sjunga. Detta medförde att basisten Steve Priest fick sjunga två av låtarna på albumet, No You Don't och Restless, och gitarristen Andy Scott fick sjunga sin egenkomponerade låt In to the Night. För första gången fick gruppen uppvisa sina tekniska färdigheter och skrev hårdrockslåtar som Sweet F.A. och Set Me Free.

### Mottagande
Sweet Fanny Adams blev gruppens första och också enda studioalbum att nå topp-40 på den brittiska albumlistan och nådde som bäst plats 27. Den 1 februari 1975 blev albumet silvercertifierat i Storbritannien. Albumet nådde topp-20 placeringar i Finland, Norge och Österrike. Låten Peppermint Twist släpptes som singel, dock endast i Australien och Japan, och nådde en förstaplacering i Australien. Gruppen och skivbolaget, RCA Records, hade också planer på att ge ut Heartbreak Today som singel, men det blev aldrig något av den idén.

### Turné
En turné i Storbritannien var planerad i början av sommaren 1974. Den första konserten skulle tagit vid den 26 april och följts av 15 konserter i olika delar av England och en konsert i Glasgow, Skottland. Turnén ställdes in efter Connollys slagsmål. Bandet publicerade inte incidenten och sade till pressen att den inställda turnén berodde på att Connolly drabbats av en infektion i halsen.

## Låtlista
| Sida A | Sida A             | Sida A                                           | Sida A   |       |
| Nr     | Titel              | Låtskrivare                                      | Sångare  | Längd |
| ------ | ------------------ | ------------------------------------------------ | -------- | ----- |
| 1.     | "Set Me Free"      | Andy Scott                                       | Connolly | 3:57  |
| 2.     | "Heartbreak Today" | Brian Connolly, Steve Priest, Scott, Mick Tucker | Connolly | 5:00  |
| 3.     | "No You Don't"     | Nicky Chinn, Mike Chapman                        | Priest   | 4:33  |
| 4.     | "Rebel Rouser"     | Connolly, Priest, Scott, Tucker                  | Connolly | 3:23  |
| 5.     | "Peppermint Twist" | Joey Dee, Henry Glover                           | Connolly | 3:27  |
| Sida B |                    |                                                  |          |       |
| 1.     | "Sweet F.A."       | Connolly, Priest, Scott, Tucker                  | Connolly | 6:11  |
| 2.     | "Restless"         | Connolly, Priest, Scott, Tucker                  | Priest   | 4:24  |
| 3.     | "In to the Night"  | Scott                                            | Scott    | 4:23  |
| 4.     | "AC-DC"            | Chinn, Chapman                                   | Connolly | 3:23  |

## Medverkande
| Sweet - Brian Connolly - sång, handklapp, tamburin - Steve Priest - sång, bas, sexsträngad bas - Mick Tucker - trummor, timpani, rörklockor, gong, rösteffekter - Andy Scott - sång, gitarr, moog, piano, cello | Produktion - Phil Wainman - producent Omslag - Bob Norrington - design - Barry Levine - foto |

## Listplaceringar och certifikat
| Land           | Organisation | Topplacering | Försäljningssiffra | Certifikat |
| -------------- | ------------ | ------------ | ------------------ | ---------- |
| Australien     | ARIA         | 33           |                    |            |
| Finland        | IFPI         | 3            |                    |            |
| Norge          | IFPI         | 12           |                    |            |
| Storbritannien | BPI          | 27           | 60 000+            | Silver     |
| Österrike      | IFPI         | 6            |                    |            |